# Partyzanckie Zgrupowanie Obwodu Sumskiego
Partyzanckie Zgrupowanie Obwodu Sumskiego – radziecki oddział partyzancki, utworzony pod koniec 1941 z dwóch samodzielnych oddziałów partyzanckich pod dowództwem Sidora Kowpaka i Siemiona Rudniewa oraz kilku drobniejszych grup bojowych, działających w rejonie putywelskim obwodu sumskiego.
Zgrupowanie partyzanckie zostało podzielone na pięć oddziałów: putywelski, głuchowski, szałygiński, królewiecki i konotopski. Pierwsze walki stoczyło w zimie 1941/1942 na terenie obwodu sumskiego. Natomiast pierwszym rajdem zgrupowania był tzw. rajd stalinowski w okresie październik-grudzień 1942, podczas którego zgrupowanie przeszło ponad 1600 km, z lasów briańskich przez obwody kijowski i żytomierski na Polesie.
Innymi znanymi rajdami zgrupowania były rajd karpacki i rajd polski.
Dowódcą zgrupowania był Sidor Kowpak, komisarzem Siemion Rudniew, szefem sztabu G. Bazima, zastępcą dowódcy ds. rozpoznania Petro Werszyhora.
Do zgrupowania raczej nie przyjmowano Polaków, chociaż zdarzały się wyjątki.